# JAカード
JAカード株式会社（ジェイエイカード）は、三菱UFJニコス株式会社（MUN）がJAバンクと提携し発行するクレジットカードであるJAカードに関する企画を担う株式会社である。

## 概要
2017年に農林中央金庫（農林中金）、株式会社三菱UFJフィナンシャル・グループ(MUFG)及びMUNは、リテール分野におけるさらなる業務提携の強化・拡充を行うことについて合意した。これに基づいて、同年に当社を設立した。但し、MUNがJAカードを発行する体制に変更はない。

## JAカード

### 歴史
1996年に協同クレジットサービス株式会社が発行を開始した。2006年に当時のUFJニコス株式会社（現在のMUN）が同社を吸収合併した。

### 種類

#### 個人カード
MUNのNICOSカードの提携カードであり、国際ブランドはVISAおよびMasterCard。年会費は、一般カードが税別1,250円、ロードアシスタンスサービス付が税別1,700円、ゴールドカードが税別10,000円。一般カード及びロードアシスタンスサービス付カードについては、一定条件を満たすと次年度の年会費が無料となる。また、これ以外に、MUNが株式会社ジェーシービー（JCB）のフランチャイジー（FC）として発行していたものが2021年11月16日からジェーシービー発行扱いに移行したJCBカード（JA JCBカード）もある。但し、MUNが同様に発行していたUFJ JCBカードとは券面のデザインが異なる（「UFJカード」の項目も参照）。

#### 法人カード
MUNのUFJカード→MUFGカードの提携カードとして法人カードが発行されている。

## JAバンク
JAバンクは、農林中金、各都道府県信用農業協同組合連合会、各農業協同組合で構成している。尚、「JAカード会員特約」に於いて、MUNの提携先は「JAバンク（代表金融機関：農林中央金庫）」とされている。

## 脚註
1. 1 2 3 4  『ＪＡカード株式会社の営業開始について』（プレスリリース）。
2. 1 2 3 4  JAカード株式会社 第8期決算公告
3. ↑  『農林中央金庫と三菱UFJフィナンシャル・グループのリテール分野における戦略的業務提携の強化・拡充について』（PDF）（プレスリリース）。
4. ↑  “沿革”. 2025年5月4日閲覧。
5. ↑  『UFJニコスと協同クレジットサービスの合併について』（PDF）（プレスリリース）。